# Homogene veelterm
In de algebra, een deelgebied van de wiskunde, is een homogene veelterm een veelterm, waarvan de afzonderlijke termen met coëfficiënt ongelijk aan 0, alle van  dezelfde totale graad zijn. 
Een homogene veelterm van de graad {\displaystyle d} in de variabelen {\displaystyle x_{1},x_{2},\dots ,x_{n}} bestaat dus uit eentermen van de vorm
{\displaystyle \alpha x_{1}^{i_{1}}x_{2}^{i_{2}}\ldots x_{n}^{i_{n}}},
met
{\displaystyle i_{1}+i_{2}+\ldots +i_{n}=d}
De veelterm 
{\displaystyle x^{5}+2x^{3}y^{2}+9xy^{4}}
is bijvoorbeeld een homogene veelterm van graad 5 in twee variabelen. De som van de exponenten van elke term is gelijk aan vijf. De veelterm
{\displaystyle x^{3}+3x^{2}y+z^{7}}
daarentegen is geen homogene veelterm, omdat de som van de exponenten van term tot term van elkaar verschillen. 
Een algebraïsche vorm, of simpelweg vorm, is een andere naam voor een homogene veelterm. Een homogene veelterm van graad 2 is een kwadratische vorm, en kan eenvoudig worden weergegeven door een symmetrische matrix. De theorie van de algebraïsche vormen is zeer uitgebreid en heeft tal van toepassingen in de gehele wiskunde en theoretische natuurkunde.

## Homogeen met betrekking tot een welbepaald stel variabelen
In plaats van te onderzoeken of alle eentermen van een veelterm dezelfde graad hebben met betrekking tot alle variabelen die in die veelterm voorkomen, wordt vooraf een stel variabelen vastgelegd. Alle andere variabelen worden dan voor een ogenblik als constanten beschouwd. 
Als men zegt dat een veelterm homogeen met betrekking tot {\displaystyle x} en {\displaystyle y} betekent dit dat men een ogenblik al de rest als constant beschouwd en onderzoekt of alle eentermen dezelfde graad hebben voor de variabelen {\displaystyle x} en {\displaystyle y}. 
Voorbeelden: 
- {\displaystyle x^{3}+xy^{2}z-ax^{2}yz^{2}} is homogeen met betrekking tot {\displaystyle x} en {\displaystyle y}
- {\displaystyle h(2x+4y+7)+k(x-y+3)} is homogeen met betrekking tot {\displaystyle h} en {\displaystyle k}
- {\displaystyle a\sin ^{3}x+b\cos ^{2}x\sin x} is homogeen met betrekking tot {\displaystyle \sin x} en {\displaystyle \cos x}

## Voetnoten
1. ↑  (en)  D. Cox, J. Little, D. O'Shea: Using Algebraic Geometry, 2nd ed., page 2. Springer-Verlag, 2005.